# ベルトラン・ドラノエ

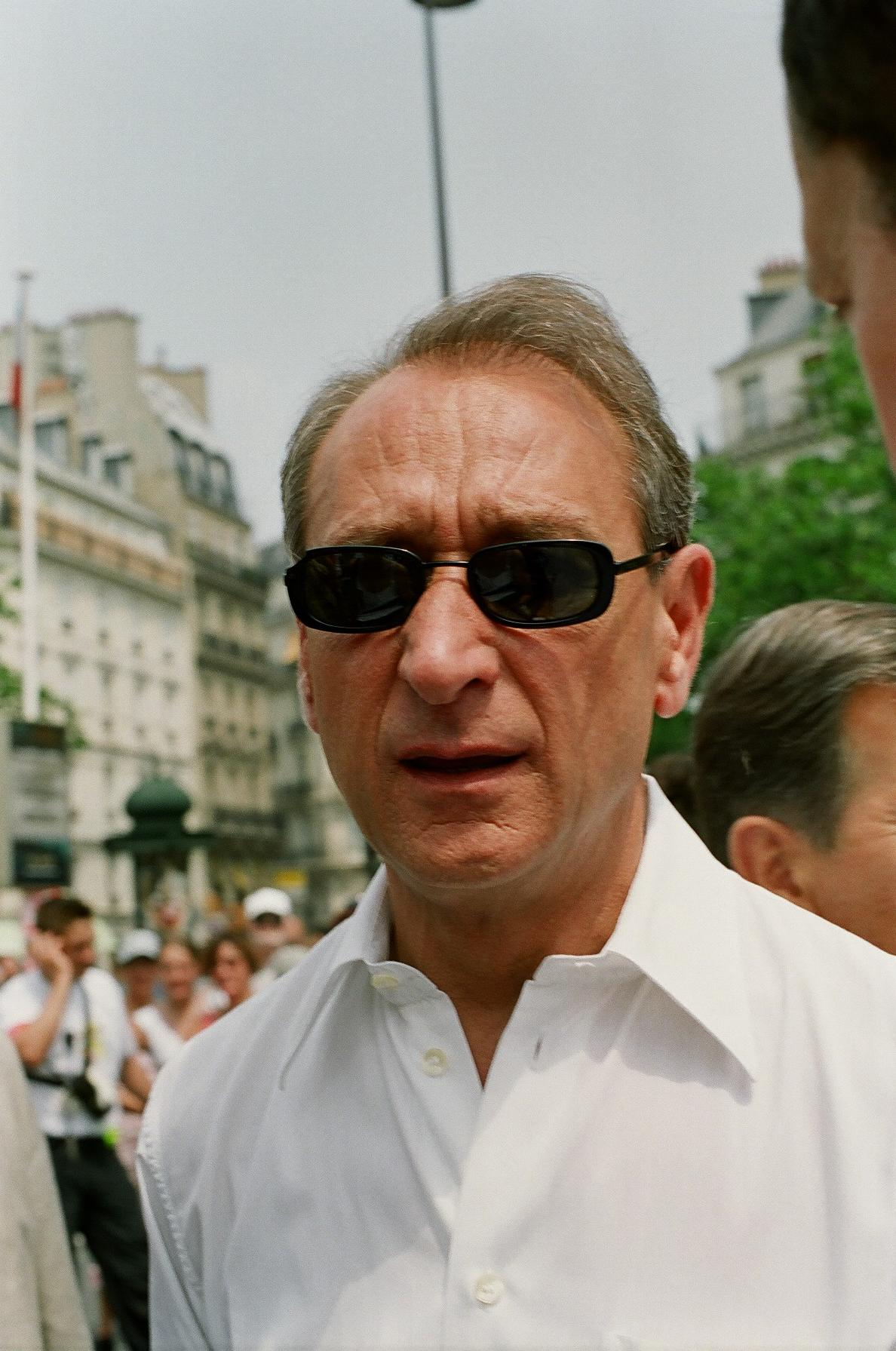
パリのゲイ・パレードの先頭を歩くベルトラン・ドゥラノエ市長 （2005年6月25日）

ベルトラン・ドラノエ（Bertrand Delanoë, 1950年5月30日 - ）は、フランス保護領チュニジアのチュニス出身のフランスの政治家である。社会党所属。元パリ市長。

## 来歴
1950年、測量師の父と看護婦でカトリック教徒の母との間に生まれる。彼の父方の曾祖父母はサン・マロ出身でサンピエール・ミクロンへ移住した。父方の祖父オギュストはサンピエール・ミクロンで生まれて幼少期を過ごしている。一家はサン・マロに戻って定住したが、オギュストはラ・グーレット港の船長になるためチュニジアへ移った。彼はそこでイタリア人のアニタと結婚した。ドラノエの母は父方がペリゴール出身、母方がイギリス人であった。ドラノエの父オギュストと母イヴォンヌ・ドロールはどちらもカルタゴで生まれた。ベルトラン・ドラノエはビゼルトで育った。11歳の時にはビゼルト危機を経験している。
13歳の時、ビゼルト基地の閉鎖で仕事を失った家族は破綻した。母イヴォンヌは息子を連れてロデーズに移住した。彼はトゥールーズ第1大学カピトルで法学を学んだ。
1995年、元老院議員となる。1998年11月22日夕方にフランス全土で放映されたM6局の報道番組「立ち入り禁止地帯」（仏：Zone Interdite）において、自身がゲイであることを明らかにした。同性愛者であることをフランスで初めて公表した国会議員として、全国的に名が知られるようになる。
2001年3月の地方選挙において、当時のパリ市長であった保守系のジャン・チベリを破り、パリ市長に就任する。 2002年にはセーヌ川河畔に砂浜を作り、以降、毎夏4週間限定の新たなバカンス・スポットとした。
彼が掲げる施策のひとつに、自動車交通削減と代替公共交通機関充実がある。市内の自動車交通量は最初の1年で3%減少した。
2002年10月5日、白夜祭で賑うパリ市内で暴漢に刺されて重傷を負うも、一命を取り留め、翌11月には公務に復帰した 。 逮捕された人物は警察の取り調べに対して「政治家、とくに同性愛者が嫌いだった」と動機を語った。
2008年3月パリ市長として再選。またドラノエ市長は、2008年末の社会党第１書記選挙、さらには次期大統領候補を目指すと注目されていた。
3期目は目指さないことを2011年に発表し、2014年3月の選挙には出馬せずパリ市長を退任した。
毎年6月の最終土曜日にパリ市内で開催されるゲイ・パレードに欠かさず参加し、先頭を歩いている。

## 著書
- Pour l'honneur de Paris éd. Calmann-Lévy, (1999).
- La Vie, passionnément (autobiographie et positions politiques sur le fonctionnement démocratique, la paix, les prisons, l'accès à l'eau potable dans le monde, les religions…), éd. Robert Laffont, septembre 2004 ; édition de poche chez Pocket (2005).
- 『リベルテに生きる パリ市長ドラノエ自叙伝』 - La Vie, passionnémentの邦訳版。2007年6月12日、ポット出版　ISBN 978-4-7808-0104-0